# Miladtornet
Miladtornet (persiska: برج میلاد, Borj-e-Milad, "Födelsetornet") är ett 435 meter högt TV-torn i Iran, och landets högsta byggnad. Tornet står på gränsen mellan distrikten Shahrak-e Gharb och Gisha i centrala Teheran.
Miladtornet är det femte högsta tornet i världen  efter TV-tornet i Guangzhou , CN Tower i Toronto, Ostankinotornet i Moskva, och Oriental Pearl Tower i Shanghai.
"Huvudet" på tornet väger omkring 20 000 ton har 12 våningar, och taket på den delen ligger 315 meter ovanför marken. Under detta "huvud" finns ett trapphus och hissar för att nå området. Pelaren är byggd i betong och 310 meter hög. Sex hissar för besökare till tornets huvud i en hastighet av sju meter per sekund. Dessutom finns ett trapphus för nödutrymning. På toppen står en 120 meter hög mast med TV- och radioantenner.
Miladtornet utgör en del av Teherans internationella handels- och kongresscentrum. I tornet finns en roterande restaurang med panoramautsikt över Teheran, ett femstjärnigt lyxhotell, en mässhall, ett "World Trade Center", en IT-park, butiker och bostäder och lägenheter. Miladtornet har en åttakantig bas, som symboliserar den traditionella persiska arkitekturen. Tiotusentals turister besöker Miladtornet varje år.

## Bilder

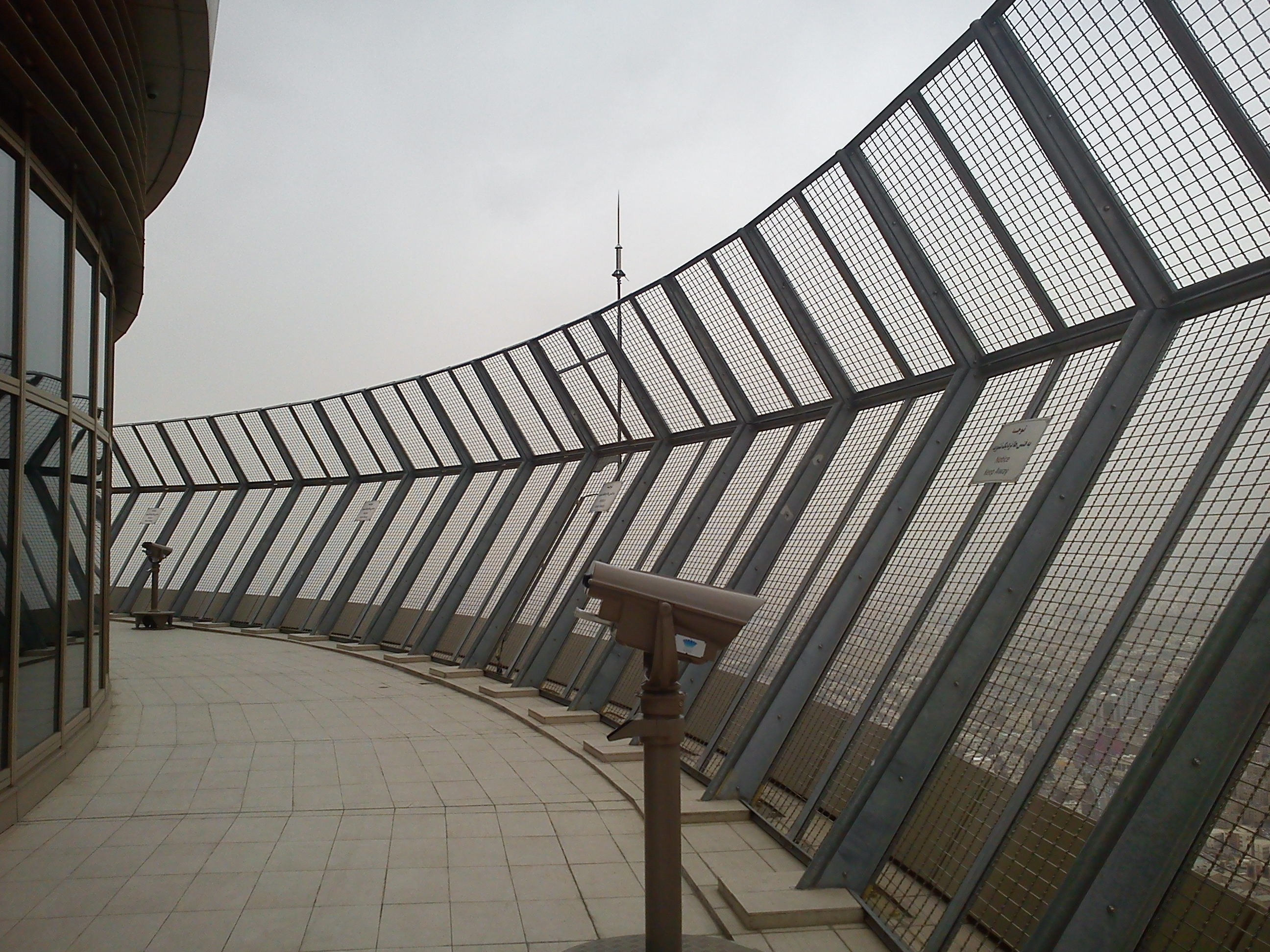